# Roger Kenyon
Roger Norton Kenyon (* 4. Januar 1949 in Blackpool) ist ein ehemaliger englischer Fußballspieler. Der Innenverteidiger war zwischen 1966 und 1979 in der Profimannschaft des FC Everton vertreten, bevor er in der nordamerikanischen Profiliga NASL für die Vancouver Whitecaps spielte und dort die Soccer Bowl gewann.

## Sportlicher Werdegang
Kenyon durchlief die Nachwuchsabteilung des FC Everton und ab September 1966 war er im Kader der Profimannschaft vertreten. Als zweikampf- und kopfballstarker zentraler Abwehrspieler, der zudem überdurchschnittlich schnell war, blieben seine Einsätze zunächst jedoch rar. Sein Debüt feierte er am 11. November 1967 gegen den FC Arsenal (2:2) per Einwechslung für Howard Kendall und zwischen Ende März und Mai 1968 folgte eine erste Serie von Nominierungen in die Startelf. Besonders mit seiner Leistung am 27. April 1968 im FA-Cup-Halbfinale gegen Leeds United (1:0), als er den erkrankten John Hurst vertrat, machte er erstmals vor größerem Publikum positiv auf sich aufmerksam – im anschließenden Endspiel gegen West Bromwich Albion (0:1) fehlte er. Der angestrebte Stammplatz blieb ihm vorerst noch verwehrt; erst in der entscheidenden Schlussphase der Meistersaison 1969/70 wurde er nach der schweren Verletzung des Nationalspielers Brian Labone nachhaltig gebraucht. In den letzten acht Meisterschaftsspielen half Kenyon mit, den Titelerfolg zu sichern, für eine eigene Meistermedaille hatte es jedoch aufgrund der zu geringen Einsatzanzahl nicht gereicht.
Labone musste 1971 seine Karriere vorzeitig beenden und Kenyon stand als sein erprobter Nachfolger bereit. In der ersten Hälfte der 1970er-Jahre kultivierte Kenyon sukzessive sein Spiel und so blieben seine Fähigkeiten nicht auf die eines „Stoppers“ beschränkt, sondern auch im Aufbauspiel aus der Defensive entwickelte er Qualitäten. Auf seiner Position spielte er sich auch in den Fokus der englischen Nationalmannschaft, aber Konkurrenten wie Roy McFarland konnte er letztlich nicht verdrängen. Nur dreimal fand er 1975 den Weg auf die Ersatzbank der „Three Lions“. Im Jahr zuvor war er mit dem Auto verunglückt. Von den Blessuren hatte er sich schnell erholt, aber in der zweiten Hälfte der 1970er nahmen die Verletzungssorgen zu. So verlor er in der Saison 1976/77 seinen Stammplatz und größere Bekanntheit erlangte nur noch sein Eigentor im ersten Wiederholungsspiel der Ligapokalfinalpartie gegen Aston Villa (1:1) am 16. März 1977. Bis zum Ende der Saison 1978/79 war er im Team der „Toffees“ nur noch sporadisch vertreten. So verabschiedete er sich 1979 von dem Verein und bei den Vancouver Whitecaps versuchte er im nordamerikanischen Profifußball einen Neuanfang.
Unterbrochen von einem Kurzengagement ab Oktober 1979 für Bristol City bestritt er drei Spielzeiten für den kanadischen Klub. Größter Erfolg war dabei 1979 der Gewinn der Soccer Bowl. Nach seiner Rückkehr in die englische Heimat ließ Kenyon die aktive Karriere in der Saison 1982/83 beim unterklassigen FC Altrincham ausklingen.

## Titel/Auszeichnungen
- Soccer Bowl (1): 1979